# Ян Гербурт (скальський староста)
Ян Ге́рбурт з Фельштина власного гербу (1568 — 7 жовтня 1626) — польський шляхтич, військовик, урядник Корони Польської Речі Посполитої.

## Життєпис
Походив з подільської гілки роду. Син руського воєводи Миколая Гербурта та його другої дружини Анни Лянцкоронської. Маєтності батька складали близько 25 сіл площею близько 12,5 кв. миль. За дозволом короля отримав від батька королівщини Матейкув, Баб'я Лонку (пол. Babia Łąnka).
Замолоду разом з братом Миколаєм перебував при дворі короля Сигізмунда ІІІ Вази, у 1590 р. як дворянин мав право тримати почет з 6 коней. У 1596 р. разом з дружиною Констанцією з Пшерембських — донькою Яна на Суличевичах, Лоянівці в Подільському воєводстві. По смерті батька бл. У 1603 р. став старостою у Скалі. Брат Миколай став старостою у Тлумачі. Під час рокошу Зебжидовського став на сторону короля. У 1612 р. мав судову суперечку щодо села Яромирка з Яном Потоцьким. Зі Скальського староства платив до скарбниці півтори кварти, після татарського нападу 1615 р. був звільнений від оплати кварти на 4 роки. В тім часі підтвердив зроблену за батька заставу сіл Павликівців, Жаглівки Себастьяну Ґралєвському та Анні Людзіцкій. У 1617 р. підтвердив Янові Хмелєцькому заставу сіл Лисоводи, Синьча, Кремінна, частини Бедрихівців на суму 21000 золотих. 1612 р. отримав згоду («консенс») короля на передачу Скальського староства сину Миколаю. Недноразово воював з татарами, у 1621 р. привів під Хотин 100 гусарів. 1622 р. відступив Янові Потоцькому частину Городка-Бедрихівців. З 1625 року каштелян Кам'янця-Подільського.
Пізніше отримав параліч, помер 7 жовтня 1626 р. Був похований у латинській катедрі в Кам'янці.

## Сім'я
Дружина — донька львівського підкоморія Миколая Жолкевського Анна. Діти:
- Миколай — кам'янецький каштелян, чоловік Анни Жолкевської
- Геронім — чоловік Кристини Каліновської, швагро Калиновського Адама[5]
- Зофія — дружина Самуеля Коссовського
- Анна Констанція — монахиня-норбертянка[6].

Мав у власності також населені пункти Городок, Скипче, Олексинець, Лисоводи, Купин, Жаглівка, Кремінна, Остапківці, Фельштин та частини в інших маєтностях.